# Coedffranc
Coedffranc ou Coed-ffranc est un village et une communauté du borough de comté de Neath Port Talbot, au pays de Galles. Il est situé dans le sud du borough de comté, à l'ouest des villes de Neath et Briton Ferry et à l'est de la cité de Swansea.

## Démographie
Au recensement de 2011, la communauté de Coedffranc, qui comprend aussi les villages de Jersey Marine (en), Llandarcy (en) et Coed Darcy (en), comptait 9 053 habitants.